# Linyi (Yuncheng)
Der Kreis Linyi (临猗县,  Línyī Xiàn) ist ein Kreis der bezirksfreien Stadt Yuncheng in der chinesischen Provinz Shanxi. 
Er hat eine Fläche von 1.365 Quadratkilometern und zählt 482.559 Einwohner (Stand: Zensus 2020). Sein Hauptort ist die Großgemeinde Yishi (猗氏镇).

## Administrative Gliederung
Auf Gemeindeebene setzt sich der Kreis aus acht Großgemeinden und fünf Gemeinden zusammen. 